# Andy Dick

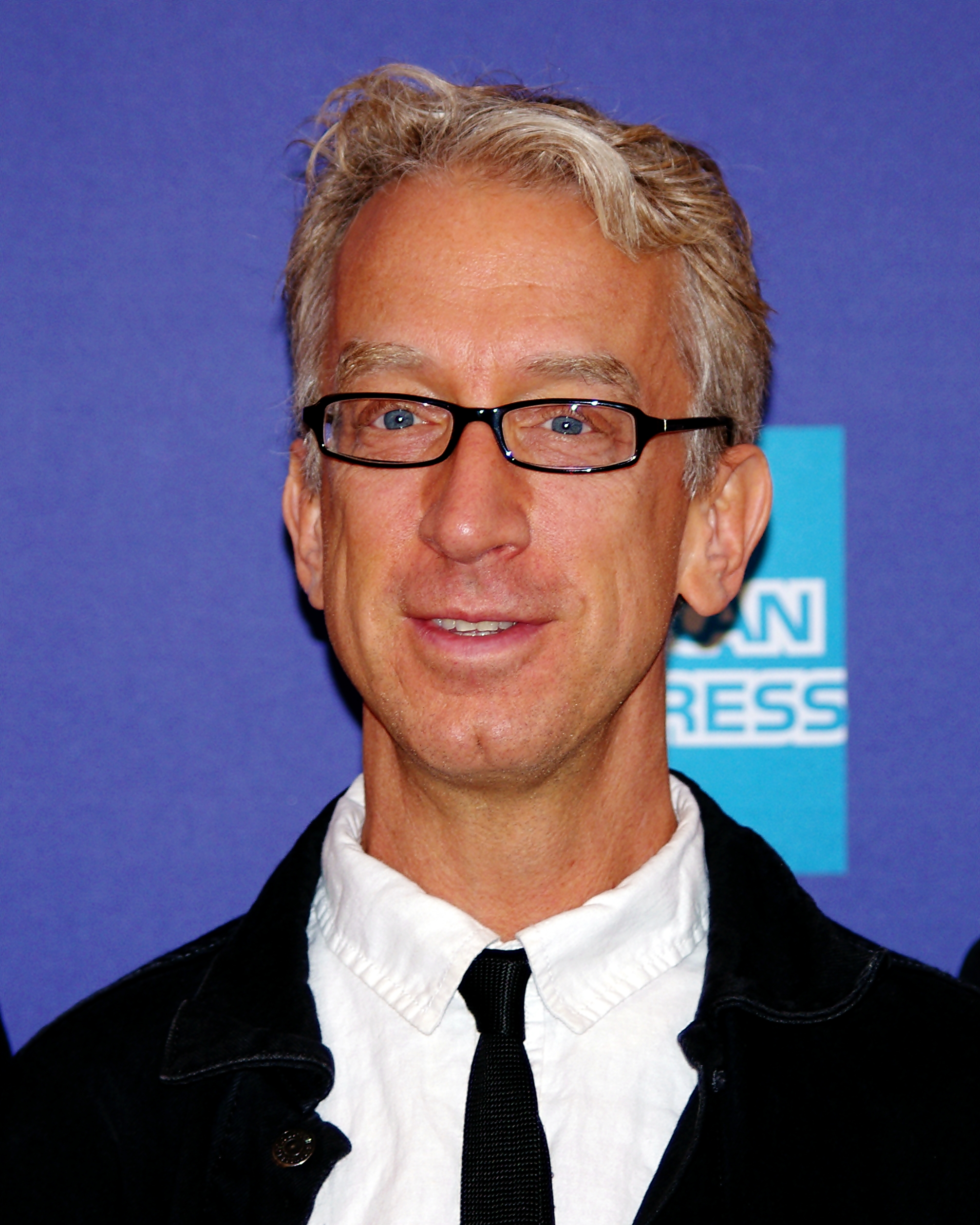
Dick în 2012

Andrew Roane "Andy" Dick (n. 21 decembrie 1965, Charleston, Carolina de Sud, SUA) este un comedian american, scenarist și producător.

## Legături externe
- Andy Dick la Internet Movie Database